# Kit car

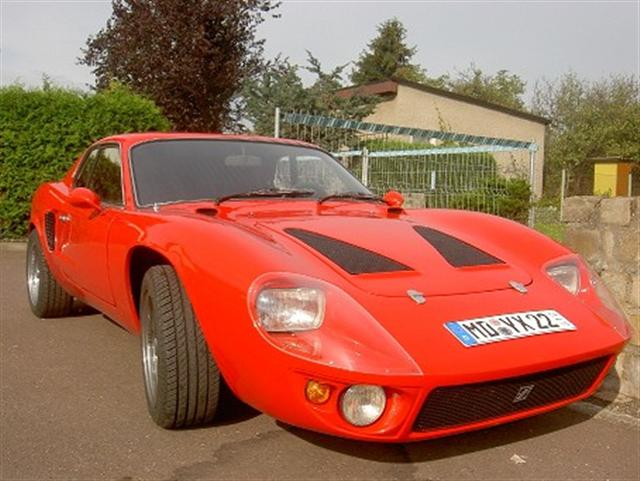
Fiberfab FT Bonito, un coche kit sobre un chasis VW Beetle.

Se llama kit car, coche kit, coche de kit o coche de equipamiento a aquel automóvil disponible en forma de kit, un paquete de construcciones; es decir, se compra un conjunto de piezas que deben ensamblarse para construir el vehículo.

## Historia

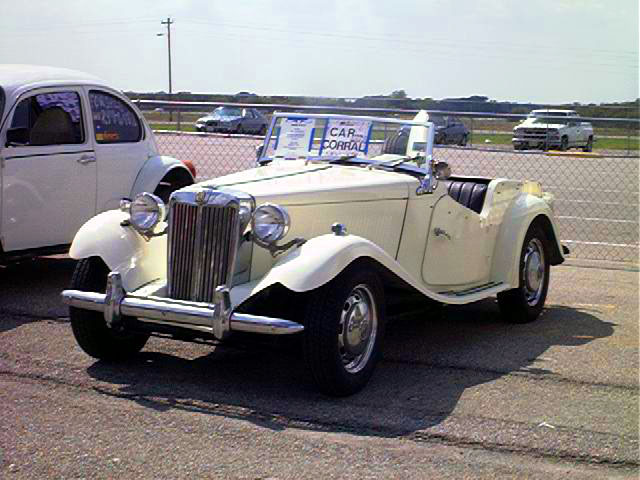
Kit car sobre un chasis de un VW Escarabajo.

Desde los inicios de la industria del automóvil existió la posibilidad de que las personas que podían permitírselo ensamblaran por cuenta propia el «automóvil soñado». Como ejemplo podría citarse el kit car desarrollado por el británico Thomas Hyler White, el cual, al igual que los modelos que le siguieron, era montado por los propios compradores del conjunto de piezas (la revista The English Mechanic publicó, entre otros, dibujos técnicos para la construcción por cuenta propia).
Los kit car actuales suelen ser réplicas a escala 1:1 de modelos clásicos caros y famosos que casi cualquier persona puede montar en su casa para luego, una vez terminado, circular por la vía pública. Estas copias de diversos automóviles famosos y antiguos suelen adquirirse generalmente como juego de piezas desarmadas, es decir, con chasis y carrocería por separado. Una vez montadas, son muy parecidas al original. En lugar de la típica carrocería metálica, los fabricantes suelen emplear láminas de fibra de vidrio impregnadas con resina de poliéster para la elaboración de estas las piezas.
Desde el punto de vista técnico, el interesado en tales vehículos podrá observar también una marcada desviación con respecto al original. Piezas tales como el motor, la caja de cambios, los ejes de transmisión, etcétera proceden de automóviles de construcción más reciente, generalmente usados, y restaurados antes de su inclusión en el kit car, es decir, revisados para sustituir todas las piezas desgastadas. Los kit cars permiten al aficionado a los autos clásicos la posesión de un vehículo que de otra forma les sería económicamente inaccesible en su versión original, por lo general. Por otra parte, los clásicos auténticos con frecuencia solo son de una utilidad limitada para el uso cotidiano.
Si se da por sentado que en Inglaterra el concepto de los primeros kit cars ya se puso en práctica a finales del siglo XIX y que los planos técnicos necesarios para el ensamblaje particular podían comprarse, el desconocimiento general sobre este tipo de vehículos resulta bastante extraño, sobre todo si se tiene en cuenta que las versiones del Volkswagen Buggy de los años 1960 y años 1970 fueron lanzadas en tiradas relativamente numerosas. Al oír hablar por primera vez sobre los kit cars, la mayoría de los conductores reacciona con escepticismo. Les aparece técnicamente irrealizable el hecho de construir por su propia cuenta un automóvil en casa y luego poder circular con él por la vía pública. Además, albergan el temor de que el vehículo no pueda cumplir con los requerimientos de la inspección obligatoria en un centro de revisión del organismo de vigilancia técnica para la circulación. En consecuencia, el aficionado a los kit cars debe soportar la estigmatización asociada con esta reserva. Esto demuestra que para el éxito de un producto no basta con ofrecer una buena calidad técnica (incluso con informes de evaluación profesional de los distintos componentes del kit car), sino que también debe ser aceptado socialmente. Por esto el mercado para estos vehículos y la falta de aceptación de los kit cars adquieren una fuerte dimensión social.
Varios constructores actuales de vehículos deportivos como Lotus y TVR empezaron como fabricantes de kit car.

## Fabricantes de automóviles kit

### Lituania
- Rhino racing

### Austria
- Custoca

### Bélgica
- Apal

### España
- Evovelo tiene previsto el lanzamiento de su vehículo solar híbrido mö en 2015/16 en versión kit, que podrá ser fácilmente ensamblado usando sencillas herramientas. El acceso a los primeros vehículos se obtendrá a través de un Programa de BetaTesting.

### Estonia
- ESTfield
- Rexer

### Alemania
Para obtener permiso para utilizar un coche de kit en Alemania, los vehículos con una velocidad superior a 6 km/h sin una licencia general de explotación (ABE) o un permiso de tipo CE (CE-TG), tiene que pasar, de acuerdo con el § 21 de las regulaciones de licencia del tráfico por carretera (StVZO), a una inspección técnica por un experto reconocido oficialmente de un Órgano de Inspección Técnica.
- Apal
- Michalak Design
- Hoffmann 2CV

### Holanda

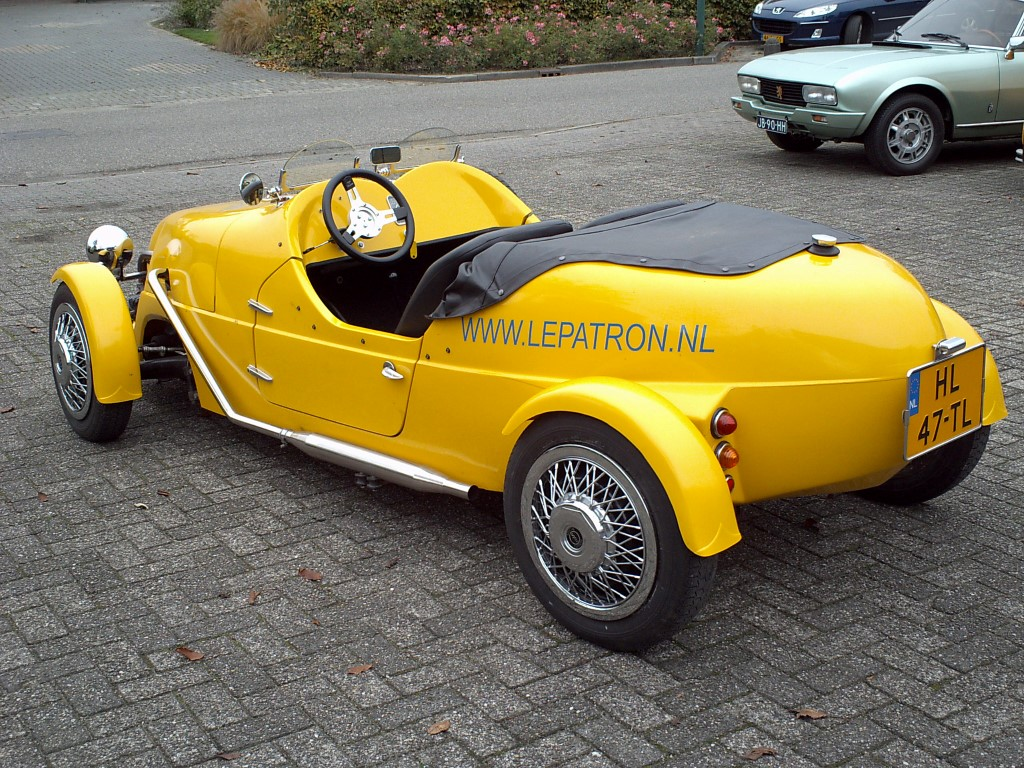
Le Patron, fabricado por Godfried van den Bergh, Ophemert, Holanda.

- Burton
- Le PatronLe Patron, fabricado por Godfried van den Bergh, Ophemert, Holanda.

### Reino Unido
Las regulaciones de vehículos en el Reino Unido permiten la producción de hasta 200 vehículos al año sin la extensa regulación y requisitos de pruebas aplicadas a los vehículos del mercado de masas. Esto ha dado lugar a una industria en expansión de los pequeños productores, capaces de ofrecer kits parciales y completos, algunos para la exportación, y los vehículos terminados para uso doméstico.
La DVLA regula los automóviles de equipo en el Reino Unido, lo que ayuda a garantizar que los vehículos utilizados en carretera son inocuos y aptos para este propósito. La prueba actual de esto es la homologación individual de vehículos  Individual Vehicle Approval (IVAp), que ha sustituido a la Aprobación de Vehículo Sencilla Single Vehicle Approval (SVA). Cuando la SVA se introdujo por primera vez en 1998, muchos creían que esto iba a acabar con el mercado de coches de kit, pero en realidad ha hecho más fuerte el mercado de automóviles kit, ya que los vehículos producidos ahora tienen que cumplir con un estándar mínimo. El IVAp se introdujo en el verano de 2009 y es demasiado pronto para saber qué impacto tendrá en la industria.
Muchos, pero no todos, los automóviles de equipo se les da una placa de matrícula 'Q', que significa un vehículo de edad desconocida o mixto. Todos los automóviles de equipo están sujetos a un Control de Identidad del Vehículo,  Vehicle Identity Check VIC, por la DVLA, para determinar la marca de registro a la que se asigna un coche de kit. Una vez que el coche de kit ha sido correctamente registrado, se le asigna un V5C, o libro de registro, y luego el coche de kit de coche será tratado exactamente de la misma manera que un coche de producción, de cualquier fabricante más grande. Un coche de kit debe pasar su prueba de ITV y tener un permiso de circulación válido del impuesto de matriculación (Vehicle Excise Duty). Como parte del IVAp, un coche de kit se puede permitir en ocasiones que asuma la edad de un coche más antiguo (el coche donante), si se han empleado las partes principales del mismo en su construcción. Si el identificador de edad asignado a un coche de kit es anterior a 1973, el vehículo puede estar exento del impuesto de circulación.
De acuerdo con cifras dadas a la revista Kit Car Magazine, el kit más popular en el Reino Unido en 2005 fue el de Robin Hood Sportscars, del que se vendieron unos 700 kits al año.
- Arkley SS
- Ashley Laminates
- ADD Nova
- Banham Conversions
- Beauford automobiles
- Buckler Cars
- Burlington Cars
- Caterham Cars
- Cavallo
- Clan
- Covin
- Dakar 4x4
- Dax
- Davrian
- Diva
- Dutton Cars
- Eagle (SS)
- Elva
- Fairthorpe Cars
- Falcon Shells
- GCS Hawke
- Gentry Cars
- Ginetta Cars
- GKD sports cars
- Great British Sports Cars
- GTM Cars
- Heron Plastics
- Hustler
- Jago
- JBA Cars
- JZR Trikes
- Locost
- Locust
- Lomax
- Marcos
- Mills Extreme Vehicles
- McCoy
- Marlin
- Midas Cars
- MK Sportscars
- Onyx Sports Cars
- Opperman
- Peel
- Peerless / Warwick
- Piper Cars
- Pembleton
- Quantum Sports Cars
- Raw Engineering
- RTR
- Robin Hood
- Rochdale
- Scamp
- Southways Sports Cars
- Sylva
- Spartan Cars
- Tiger Racing
- Tornado
- Trident
- Turner Sports Cars
- Ultima Sports
- Unipower
- Vindicator Cars
- Westfield Sportscars

Los fabricantes en el Reino Unido cuentan con el apoyo activo de los Clubes de Propietarios, algunos son de marca específica, mientras que otros siguen un tipo específico, como las réplicas de Cobra y otros están relacionados con el área.

### Estados Unidos

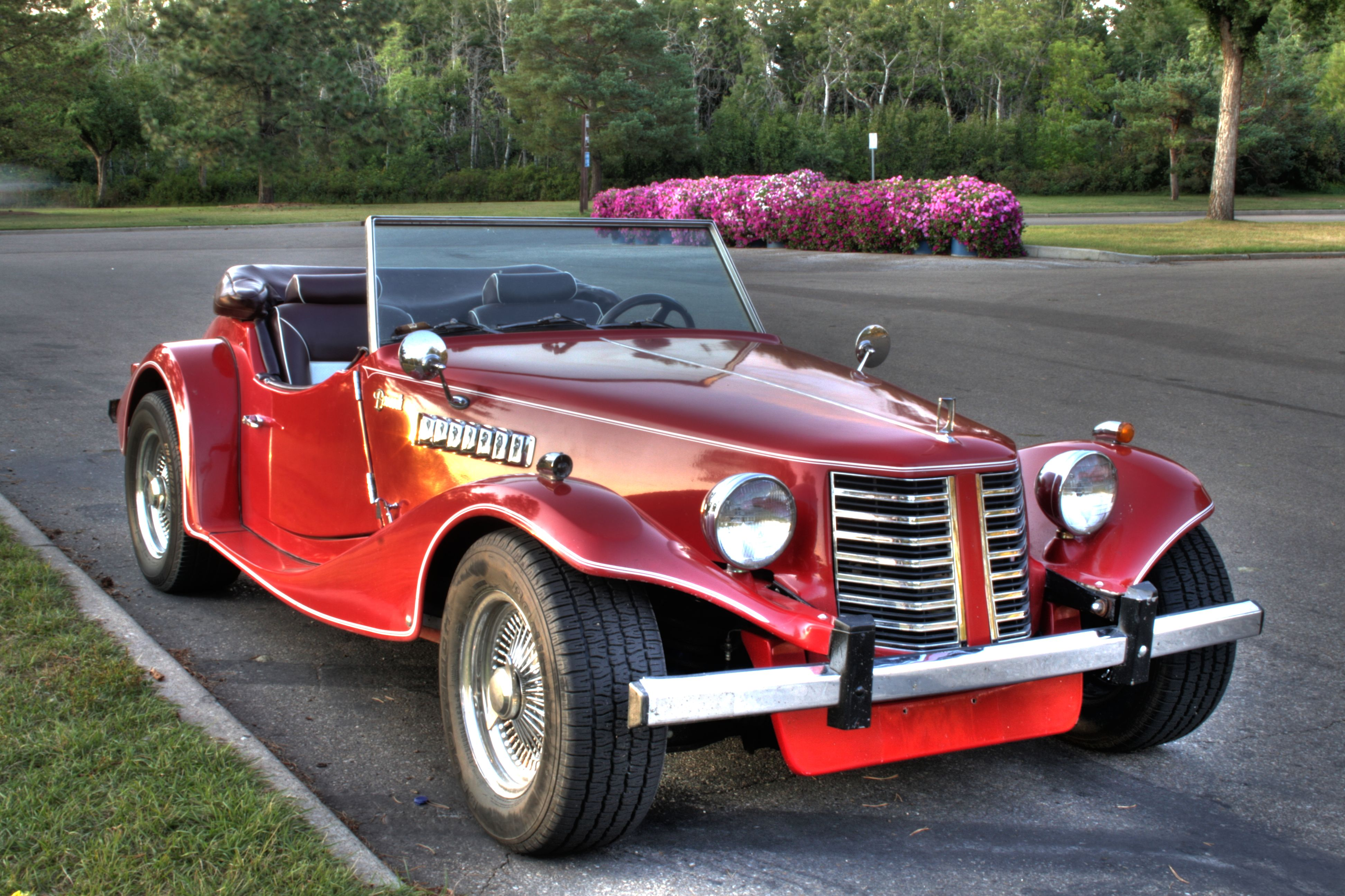
Un Bernardi roadster, de Blakely Auto Works

Ejemplos de fabricantes de coches de equipo incluyen:
- Blakely Auto Works
- Bradley Automotive
- DDR Motorsport
- Devin Cars
- Factory Five Racing - markets an AC Cobra replica and a design of their own, a GTM 200
- Fiberfab
- Frese Motorcars
- Kelmark Engineering
- Sterling Sports Cars - car from the USA also known as the Nova in the UK
- La Dawri
- Lad's Car
- McBurnie
- Meyers Manx
- Brunton Automotive - V6 Roadster originally based on the Chevy S10.

#### Kit de deslizador
Un kit de deslizador o glider es un término usado en el Estados Unidos, para un kit de componentes utilizados para restaurar o reconstruir un vehículo destruido o desmantelado. Kits Glider incluyen un chasis (marco  o bastidor), eje delantero y el cuerpo (la cabina). El kit también puede contener otros componentes opcionales. Un vehículo de motor construido a partir de un kit de planeador se registra como un nuevo vehículo.

## Véase también

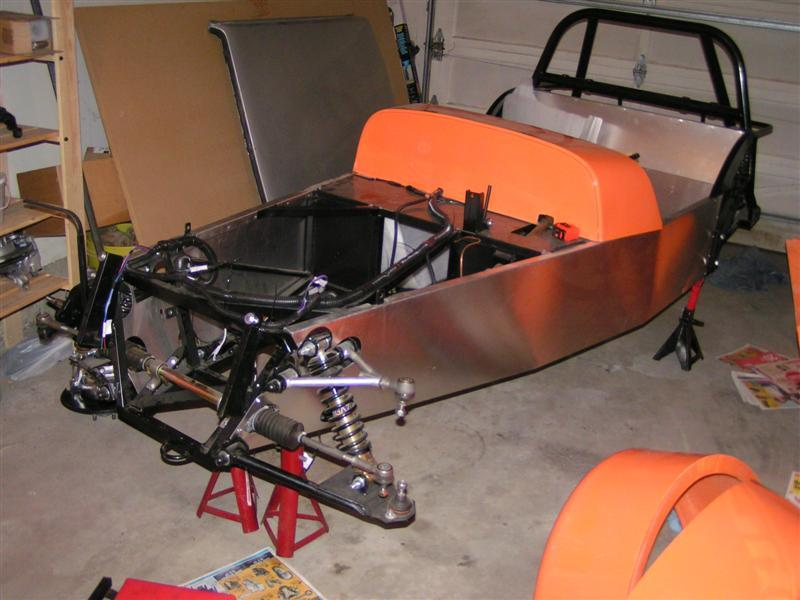
Bastidor y paneles de carrocería de Locost.